# Dorothy DeLay
Dorothy DeLay   (Medicine Lodge, 31 de març de 1917 - Nova York, 24 de març de 2002) va ser una professora de violí estatunidenca, principalment a la Juilliard School, Sarah Lawrence College i la Universitat de Cincinnati.
De pares que eren músics i professors, va començar a estudiar violí als 4 anys. Als 14 anys es va graduar de "Neodesha High School", on el seu pare era superintendent. DeLay va estudiar durant un any al Conservatori d'Oberlin amb Raymond Cerf, estudiant de Cèsar Thomson, i es va traslladar per ampliar la seva educació a la Universitat Estatal de Michigan, on va obtenir un BA el 1937 als 20 anys. Va ingressar a la "Juilliard Graduate School", on va estudiar amb L. Persinger, H. Letz i F. Salmond.
Va ser la fundadora del Trio Stuyvesant (1939-42) amb la seva germana cellista Nellis DeLay i la pianista Helen Brainard, i va tocar amb l'Orquestra All-American Youth Orchestra de Leopold Stokowski. Mentre viatjava amb aquesta orquestra el 1940, va conèixer a Edward Newhouse, novel·lista i escriptor pel "The New Yorker", i es van casar quatre mesos més tard el 1941. Van tenir un fill, Jeffrey Newhouse i una filla, Alison Newhouse Dinsmore.
A més dels molts títols honoraris, la senyora DeLay va rebre la Medalla Nacional de les Arts el 1994, el Consell Nacional de la Música's Premi American Eagle el 1995, la Medalla de Sanford de la Universitat Yale el 1997 i l'Orde del Tresor Sagrat del Govern japonès a 1998. El 1975 va ser reconeguda per l'Associació Americana de Professors de Corda (ASTA) amb el seu Premi Maestro d'Artistes.

## Ensenyament
A mitjans de la dècada de 1940, Delay va decidir que no volia continuar com a intèrpret. El 1946, va tornar a Juilliard per estudiar amb Ivan Galamian, convertint-se en el seu ajudant el 1948. A més d'ensenyar a Juilliard, va ensenyar al "Sarah Lawrence College" (1947-1987), a la Universitat de Cincinnati - College-Conservatory of Music (30 anys fins a l'any 2001), el Conservatori de Nova Anglaterra, l'Escola de Música Meadowmount i el Festival i Escola de Música Aspen, entre d'altres.
Els seus antics alumnes inclouen nombrosos violinistes destacats de finals del segle xx. Va ajudar a Galamian amb Itzhak Perlman. També va ensenyar a:
- Daniel Froschauer
- Anne Akiko Meyers,
- Albert Stern,
- Midori Goto,

| - Akiko Suwanai, - Sarah Chang, - Philippe Quint, - Kurt Sassmannshaus, - Cho-Liang Lin, - Chin Kim, - Ray Iwazumi, Shunsuke Sato, - Nadja Salerno-Sonnenberg, - Angèle Dubeau, - Pierre Ménard, - Dmitri Berlinsky, - Nigel Kennedy, | - Masao Kawasaki - Alyssa Park, - Yoon Kwon, - Misha Keylin, - Shlomo Mintz, - Gil Shaham, - Dezso i Tibor Vaghy (del Vaghy String Quartet), - Fudeko Takahashi, - Vilhelmas Čepinskis, - Brian Lewis, - Li Chuan Yun, - Brian Dembow, (viola del Premi Grammy- guanyadora de l'Angeles String Quartet), entre d'altres. |

També va ensenyar a molts músics orquestrals i pedagogs significatius, com Simon Fischer, autor de Fonaments; Paul Kantor, pedagog a la Universitat Rice; Robert Chen Mestre de Concert de l'Orquestra Simfònica de Chicago; Frank Almond concertista de l'Orquestra Simfònica de Milwaukee; el violinista i pedagog Anton Miller; David Kim Mestre de Concerts de l'Orquestra de Filadèlfia; i Liu Yang  entre d'altres.
Dorothy DeLay va morir de càncer a la ciutat de Nova York a l'edat de 84 anys. Li van sobreviure el seu marit, dos fills i quatre nets.